# Carlo Borgnini
Carlo Borgnini (Asti, 6 ottobre 1822 – 1906) è stato un politico italiano.
Fu sindaco di Asti dal 1866 al 1869 e venne eletto deputato alla Camera del Regno d'Italia per quattro legislature (XIII, XIV, XV, XVI).